# Juliet Barrett Rublee
Juliet Barrett Rublee, född 1875, död 1966, var en amerikansk filmproducent och rösträttskvinna. Hon var deltagare i Inter-Allied Women's Conference i Paris år 1919.